# Regny
Regny település Franciaországban, Aisne megyében. Lakosainak száma 193 fő (2022. január 1.). Regny Homblières, Marcy, Mesnil-Saint-Laurent, Neuvillette, Sissy és Thenelles községekkel határos.

## Népesség
A település népessége az elmúlt években az alábbi módon változott:
| Lakosok száma | 256  | 256  | 234  | 220  | 208  | 201  | 201  | 199  | 200  | 193  |
|               | 1968 | 1982 | 1990 | 2006 | 2011 | 2016 | 2017 | 2019 | 2020 | 2022 |